# うわさの人類
『うわさの人類』（うわさのじんるい）は、ヒカシューの3枚目のオリジナル・アルバム。1981年5月21日にイーストワールド/東芝EMIより発売。

## 解説
本作はトッド・ブラウニングの映画『フリークス』に感銘を受けて製作されており、曲名にその影響がうかがえる。ジャケットは、太田螢一によるイラスト。
サウンド面では、これまでのリズムボックスに替わってドラマーの泉水敏郎が加入したことにより、テクノポップ寄りなサウンドからロック色の強いサウンドへ変化している。

## 収録曲
1. ト・アイスクロン (2:40) 
  - 作詞：巻上公一／作曲：井上誠／編曲：ヒカシュー
2. うわさの人類 (3:38)
  - 作詞：巻上公一／作曲：海琳正道／編曲：ヒカシュー
3. 出来事 (3:32)
  - 作詞：巻上公一／作曲：海琳正道／編曲：ヒカシュー
4. 体温 (3:06)
  - 作詞・作曲：巻上公一／編曲：ヒカシュー
5. 新しい部族 (3:26)
  - 作詞：巻上公一／作曲：泉水敏郎／編曲：ヒカシュー
6. 予期せぬ結合 (3:26)
  - 作詞：巻上公一／作曲：山下康／編曲：ヒカシュー
7. アウトキャスト (6:08)
  - 作詞・作曲：巻上公一／編曲：ヒカシュー
8. 二枚舌の男 (3:27)
  - 作詞：巻上公一／作曲：海琳正道／編曲：ヒカシュー
9. 恋人たち (3:10)
  - 作詞：巻上公一／作曲：泉水敏郎／編曲：ヒカシュー
10. 小人のハンス (2:10)
  - 作詞：巻上公一／作曲：井上誠／編曲：ヒカシュー
11. ONE OF US (2:26)
  - 作曲：井上誠／編曲：ヒカシュー
12. 匂い (3:33)
  - 作詞：巻上公一／作曲：山下康／編曲：ヒカシュー

## 参加ミュージシャン
- ヒカシュー
  - 巻上公一 - リードボーカル、ベース
  - 海琳正道 - ギター、サイドボーカル
  - 戸辺哲 - アルトサックス、ギター
  - 井上誠 - シンセサイザー
  - 山下康 - キーボード
  - 泉水敏郎 - ドラムス、パーカッション